# Uniwersytet papieski
Uniwersytet papieski – kościelna uczelnia katolicka, podlegająca bezpośrednio pod Stolicę Apostolską.
Uniwersytety papieskie składają się głównie z trzech wydziałów kościelnych i z reguły mają prawo do wydawania stopni naukowych w trzech głównych dziedzinach: teologii, filozofii i prawa kanonicznego oraz co najmniej jednego innego wydziału. Uniwersytety te stosują europejski system stopni naukowych i nadają akademickie tytuły: bachelor’s degree, licencjata i doktora.
Wybrane uniwersytety papieskie:
- Papieski Uniwersytet Antonianum w Rzymie
- Papieski Uniwersytet Gregoriański
- Papieski Uniwersytet Laterański
- Papieski Uniwersytet Salezjański
- Papieski Uniwersytet Świętego Krzyża
- Papieski Uniwersytet Świętego Tomasza z Akwinu
- Papieski Uniwersytet Urbaniana
- Uniwersytet Papieski Jana Pawła II w Krakowie